# 12. december
12. december er dag 346 i året i den gregorianske kalender (dag 347 i skudår). Der er 19 dage tilbage af året.
- Dagens navn er Epimachus.
- Sankt Mogens' helgendag. Skt. Mogens' kilde findes i Mogenstrup og i Viborg Sct. Mogens Gade.

### Begivenheder
Født - Dødsfald
- 1643 - Torstenson-krigen bliver indledt med en svensk overrumpling af Danmark.
- 1787 - Pennsylvania bliver den 2. stat der ratificerer USA's forfatning og dermed den 2. stat, der optages som medlem af USA.
- 1896 - Guglielmo Marconi præsenterer for første gang en radio. Det foregår i London
- 1901 - Guglielmo Marconi modtager det første transatlantiske radiosignal på Signal Hill i byen St. John's på Newfoundland og Labrador.
- 1911 - Delhi afløser Calcutta som hovedstad i Indien.
- 1913 - Mona Lisa, som har været stjålet fra Louvre, findes skjult på et hotelværelse i Firenze. Vincenzo Perugia og tre andre personer arresteres.
- 1941 - 2. verdenskrig: Storbritannien erklærer krig mod Bulgarien. Ungarn og Rumænien erklærer krig mod USA. Indien erklærer krig mod Japan.
- 1963 - Kenya får sin uafhængighed af England, og dagen bliver landets nationaldag. Jomo Kenyatta bliver den første premierminister. Året efter, da Kenya bliver en republik, bliver han den første præsident.
- 1969 - En terrorbombe sprænger på Piazza Fontana i Milano og 17 mennesker dør.
- 1979 - NATO vedtager dobbeltbeslutningen, der indebærer, at der opstilles Pershing II og krydsermissiler i Vesteuropa, hvis ikke nedrustningsforhandlingerne med Sovjetunionen giver resultat.
- 1979   - Rhodesia ændrer sit navn til Zimbabwe.
- 1990 - Folketingsvalg. Socialdemokratiet går markant frem, men den borgerlige regering fortsætter.
- 2000 - USAs højesteret afgør endegyldigt, at George W. Bush vandt det amerikanske præsidentvalg over Al Gore.
- 2001 - Kommunalbestyrelsesmedlem Inga Skjærris Nielsen (V) sigtes for valgsvindel i forbindelse med byrådsvalget i Ramsø Kommune.
- 2009 - 100.000 mennesker demonstrerede i København med krav om en retfærdig klimaaftale ved COP15
- 2015 - Verdens regeringsledere forpligter sig på klimakonferencen COP-21 ved Parisaftalen til at foretage en reduktion af udledningen af klimagasser.

### Født
- 1574 - Anna af Danmark, engelsk dronning (død 1619).
- 1821 - Gustave Flaubert, fransk forfatter (død 1880).
- 1863 - Edvard Munch, norsk maler (død 1944).
- 1887 - Aage Fønss, dansk skuespiller og operasanger (død 1976).
- 1893 - Edward G. Robinson, amerikansk skuespiller (død 1973).
- 1897 - Svend Olufsen, dansk ingeniør og grundlægger (død 1949).
- 1898 - Tavs Neiiendam, dansk skuespiller (død 1968).
- 1898   - Victor B. Strand, dansk direktør og generalkonsul (død 1983).
- 1910 - Grethe Kolbe, dansk dirigent og kapelmester (død 1997).
- 1910   - Poul Georg Lindhardt, dansk teolog og historiker (død 1988).
- 1912 - Thorbjørn Egner, norsk forfatter, tegner og sangskriver (død 1990).
- 1915 - Frank Sinatra amerikansk sanger og skuespiller (død 1998).
- 1919 - Fritz Muliar, østrigsk skuespiller (død 2009).
- 1922 - Christian Dotremont, belgisk kunstner (død 1979).
- 1928 - Ernst-Hugo Järegård, svensk skuespiller (død 1998).
- 1929 - John Osborne, engelsk dramatiker (død 1994).
- 1936 - Iolanda Balaș, rumænsk højdespringer (død 2016).
- 1936   - Christian Flagstad, dansk programvært (død 1987).
- 1941 - Aage Frandsen, dansk politiker.
- 1942 - Bente Scavenius, dansk kunsthistoriker.
- 1946 - Emerson Fittipaldi, brasiliansk racerkører.
- 1946   - Jørgen Kristensen, dansk fodboldspiller.
- 1947 - Vibeke Grønfeldt, dansk forfatter.
- 1948 - Marcelo Rebelo de Sousa, portugisisk præsident.
- 1949 - Bill Nighy, engelsk skuespiller
- 1950 - Lotte Rømer, dansk musiker og musikpædagog.
- 1956 - Nanna Simonsen, dansk kogekone og forfatter.
- 1966 - Martin Lidegaard, dansk politiker og folketingsmedlem.
- 1967 - Peter Oliver Hansen, dansk skuespiller.
- 1970 - Jennifer Connelly, amerikansk skuespillerinde og model.
- 1972 - Wilson Kipketer, kenyansk-født dansk atlet.
- 1984 - Daniel Agger, dansk fodboldspiller.
- 1996 - Lucas Hedges, amerikansk skuespiller.

### Dødsfald
- 1565 - Johan Rantzau, dansk feltherre (født 1492).
- 1633 - Hortensio Félix Paravicino, spansk prædikant og digter
- 1871 - Henrik Rung, dansk komponist (født 1807).
- 1886 - Johan Nicolai Madvig, dansk filolog og politiker (født 1804).
- 1934 - Thorleif Haug, norsk skiløber (født 1894).
- 1939 - Douglas Fairbanks, amerikansk skuespiller (født 1883).
- 1950 - Else Skouboe, dansk skuespiller (født 1898).
- 1968 - Tallulah Bankhead, amerikansk skuespiller (født 1902).
- 1987 - Bent Thalmay, dansk skuespiller (født 1935).
- 1994 - Annelise Reenberg, dansk filminstruktør (født 1919).
- 1995 - Arveprinsesse Caroline-Mathilde, dansk arveprinsesse (født 1912).
- 1999 - Joseph Heller, amerikansk forfatter (født 1923).
- 2000 - Knud W. Jensen, dansk museumsdirektør (født 1916).
- 2004 - Frits Helmuth, dansk skuespiller (født 1931).
- 2005 - Annette Strøyberg Vadim, dansk/fransk skuespiller (født 1936).
- 2008 - Van Johnson, amerikansk skuespiller (født 1916).
- 2013 - Audrey Totter, amerikansk skuespillerinde (født 1917).
- 2016 - Claus Ryskjær, dansk skuespiller (født 1945).
- 2020 − Charley Pride, Amerikansk musiker (født 1934).

|  | Denne datoartikel kan blive bedre, hvis der indsættes et (bedre) billede Du kan hjælpe ved at afsøge Wikimedia Commons for et passende billede eller uploade et godt billede til Wikimedia Commons iht. de tilladte licenser og indsætte det i artiklen. |